# Valentiniano III
Valentiniano III (em latim: Flavius Placidus Valentinianus Augustus; Ravena, 02 de julho de 419 - Roma, 16 de março de 455) foi imperador romano do Ocidente de 425 a 455. Permaneceu na dependência de seu primo, o imperador Teodósio II (r. 408–450). Em seu reinado, perdeu a Britânia e deixou os vândalos instalaram-se no império, tal como os hunos.

## Vida

### Ascensão

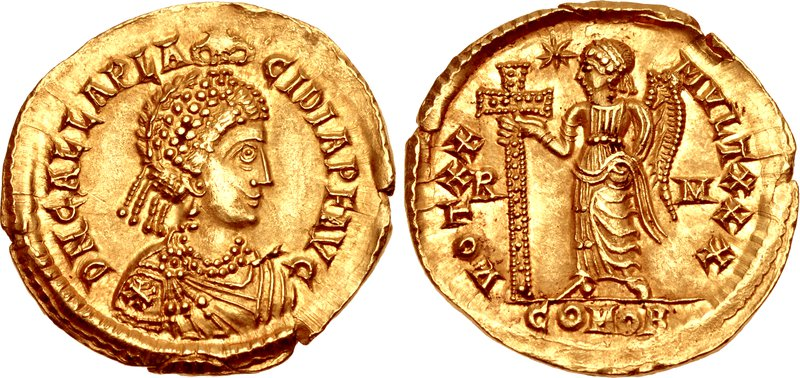
Soldo de Gala Placídia

Nasceu em Ravena em 2 de julho de 419. Era filho de Gala Placídia, irmã do imperador Honório (r. 395–423), e Constâncio III (r. 421) e tinha uma irmã chamada Justa Grata Honória. Em 421/423, foi proclamado nobilíssimo por Honório. Gala e Honório discutem e Gala leva Valentiniano para viver em Constantinopla. Em 15 de agosto de 423, Honório faleceu. Como nenhum imperador foi proclamado, João (r. 423–425) toma o poder em Roma em 23 de novembro, talvez com apoio do mestre dos soldados Castino. De início, a corte oriental nada fez quanto a João e Sócrates diz que Teodósio II (r. 408–450) retardou o anúncio público da morte do tio. Com a morte dele, Teodósio reinou como monarca solo e o Código de Teodósio deixa claro que legislou por todo o império como único Augusto por meses e pode-se pensar que esperava que continuasse assim. Já foi proposto, com base em suposto consulado de Castino em 424, que Teodósio originalmente chega a um acordo no qual Castino governaria como vicegerente em seu nome no Ocidente, mas tanto a evidência do consulado é dúbia como a proposta parece incerta; se foi cônsul, talvez sua nomeação ocorreu ainda sob Honório ou por influência de João.
À época, João havia emitido moedas em seu nome e no nome de Teodósio em Ravena e enviou uma embaixada a Constantinopla na esperança de ganhar reconhecimento oficial e legitimação de seu regime. Sua embaixada, porém, não obteve sucesso, com Teodósio se recusando a reconhecê-lo e exilando seus emissários a vários pontos no Propôntida. Então, ciente de que se não tomasse alguma ação concreta quanto ao Ocidente ele seria perdido e se pensando incapaz de governar o país inteiro de sua capital, Teodósio decide apoiar seu primo Valentiniano, de 6 anos, como imperador. No começo de 424, eleva sua tia Gala Placídia (r. 424–437) como augusta e seu filho Valentiniano como nobilíssimo (ou seja, césar), emite soldos em nome dela e postumamente aceita seu falecido marido Constâncio III como augusto. Em algum ponto no mesmo ano, Valentiniano noivou sua prima Licínia Eudóxia e Teodósio enviou os generais Ardabúrio, seu filho Áspar e Candidiano à Itália para derrubar João.[b]
Eles viajaram com Gala, Valentiniano e Licínia e ao passarem por Salonica, em 23 de outubro, Valentiniano foi formalmente investido com posição e insígnias como césar pelo mestre dos ofícios Helião. Valentiniano também foi designado cônsul do ano seguinte com Teodósio, e a casa da moeda de Constantinopla emitiu várias moedas celebrando sua nomeação nas quais Valentiniano aparece de pé sem diadema e com vestes planas e Teodósio aparece paramentado e sentado; nas moedas há a inscrição "Saúde da República" (Salus Reipublicae). A campanha se arrasta até 425, João foi preso e levado a Aquileia, no norte da Itália, onde Valentiniano e Gala o esperavam. A tomada da cidade pelo exército imperial foi marcada pela emissão de moedas mostrando Teodósio como augusto com um nimbo e Valentiniano sem. João foi paradeado nas costas de um burro no hipódromo de Aquileia diante de Gala e Valentiniano, mutilado e executado em junho ou julho. Em 23 de outubro, Valentiniano foi coroado augusto por Helião em Roma. Teodósio começou aparentemente sua jornada rumo a Roma para elevá-lo, mas adoeceu em Salonica e retornou à capital. Contudo, celebrações foram feitas em Constantinopla.